# Ястшембе-Здруй
Ястше́мбе-Здруй (пол. Jastrzębie-Zdrój), в немецкой историографии Бад Кёнигсдорфф-Ястржемб (нем. Bad Königsdorff-Jastrzemb) — город на правах повета в Польше, расположенный в Верхней Силезии, северной части Силезского воеводства. Один из центральных населённых пунктов Рыбницкой агломерации и Рыбницкого угольного бассейна. По состоянию на 31 декабря 2019 года в городе проживало 88 743 человека, площадь составляет 85,33 км².
С середины XIX века до 1990-х был известен как курортный город. В 1950-е годы в окрестностях были найдены залежи каменного угля, разработка которых превратила город в крупный промышленный центр.

## Географическое положение

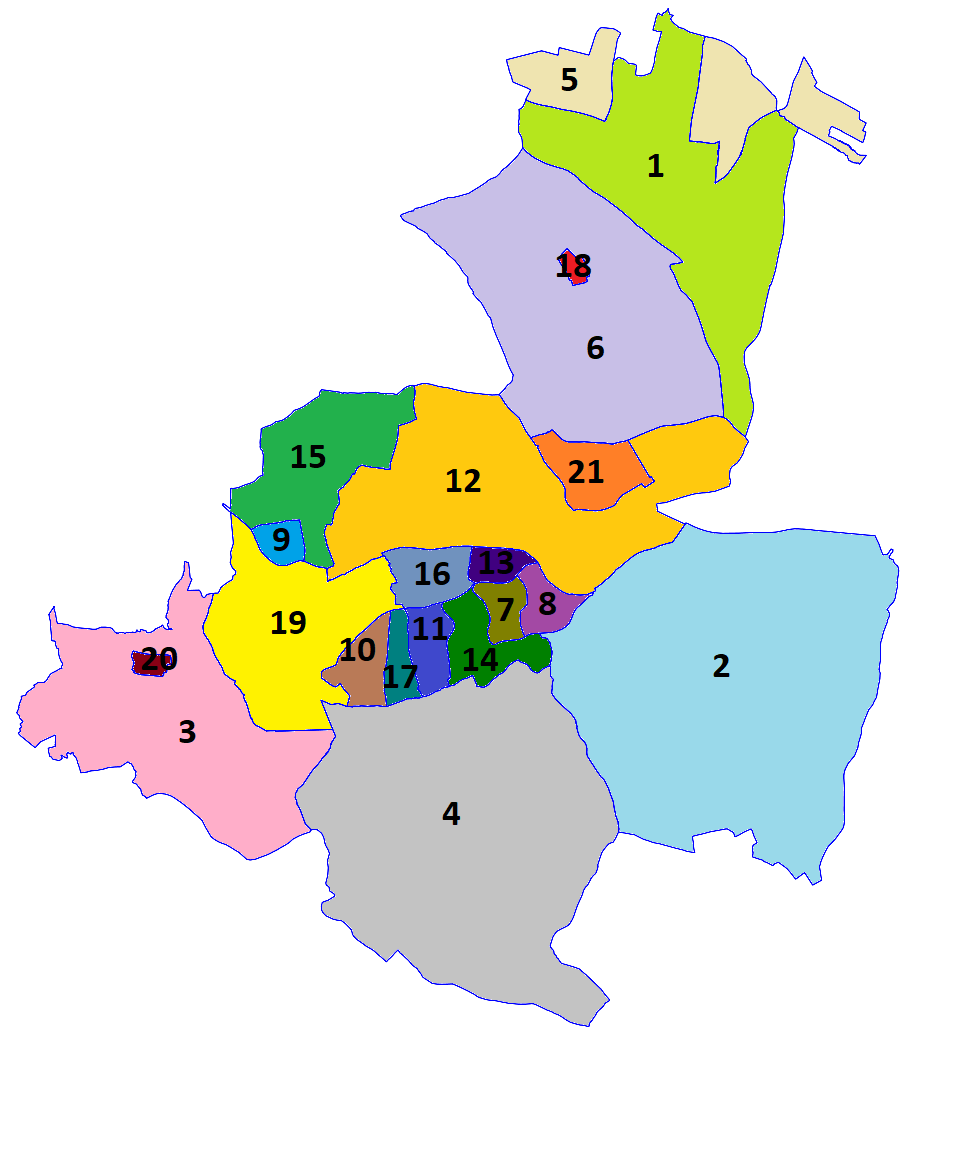
Разделение Ястшембе-Здруй на районы (нумерация по списку)

Город Ястшембе-Здруй находится в Верхней Силезии на польско-чешской границе. Граничит на западе с Воздиславским поветом, на севере с Рыбницким поветом и городом Жоры, на востоке с Пщинским поветом, на юге с Цешинским поветом и Чешской Республикой. Через город протекают реки Пщинка, Ястшембянка, Шоткувка и Гмырдек. По численности населения и площади в Силезском воеводстве Ястшембе-Здруй занимает 14-е место, по численности населения в Польше — 43-е место, по площади в Польше — 36-е место. Площадь города составляет 88,62 км². Несмотря на то, что Ястшембе-Здруй не находится на территории Тешинской Силезии, он относится к одноимённому еврорегиону с 1998 года и является крупнейшим его городом по численности населения.
Из центра города открывается вид на основные горные массивы, находящиеся примерно в 30-35 км по прямой от Ястшембе, Бескидов (Силезские Бескиды, Малые Бескиды и Моравско-Силезские Бескиды). Наиболее узнаваемыми вершинами, видимыми из Ястшембе-Здруй, являются массивы Большая Чантория, Шкшичне и Лысая Гора. Благодаря хорошей видимости из Бзей, Руптавы и верхних этажей из зданий в центре города видна гора Бабья (73 км по прямой от Ястшембе) и — в стороне Парка Здоровья и Водзислава-Слёнски — гора Прадед (102 км по прямой) с 145-метровой телебашней, находящейся в Есениках на чешской территории (Восточные Судеты). С наиболее высоких точек города видны наиболее высокие вершины Татр (между Бабьей горой и Силезскими Бескидами), Малая Фатра — Малый Кривань и Сухи (вид между Силезскими Бескидами и Моравско-Силезскими горами), а также Яворники (особенно Большой Яворник (в юго-западной стороне, рядом с Моравско-Силезскими Бескидами).

### Административное деление
Территория города Ястшембе-Здруй разделена на 21 административную единицу двух типов: солецтва (во главе стоит совет солецтва или солтыс) и оседле (с собственными советами). С 2010 года город делится на 6 солецтв и 15 оседл.
Солецтва:
- 1. Борыня[пол.]
- 2. Бзе[пол.]
- 3. Мощеница[пол.]
- 4. Руптава и Чисувка[пол.]
- 5. Скречковице[пол.]
- 6. Шерока[пол.]

Оседле
- 7. Арки-Божка[пол.]
- 8. Барбары[пол.]
- 9. Богочовец[пол.]
- 10. Хрборего
- 11. Гваркув
- 12. Ястшембе-Гурне-и-Дольне[пол.]
- 13. Морцинка
- 14. Пионерув
- 15. Пжиязнь[пол.]
- 16. Сташица[пол.]
- 17. Тувима
- 18. 1000-летия Шерока[пол.]
- 19. Здруй[пол.]
- 20. Злоте-Ланы[пол.]
- 21. Зофьювка[пол.]

## История
Первое упоминание о территории, на которой сегодня расположен город, относится к 1293 году, когда эти земли входили в Опольско-ратиборское княжество, в документах времён Пшемыслава Рацибужского, она упоминается как Бзе (пол. Bzie).
До 1742 года в составе Силезских княжеств, с 1742 года — в Королевстве Пруссии и до 1922 год находился в составе Германии.
В 1922 года город отошёл к Польше, с 1922 по 1939 годы город входил в Автономное Силезское воеводство.
Во время Второй мировой войны до 1945 года город входил в состав Третьего рейха.
С 1945 по 1950 год город входил в Силезского-Домбровское воеводство, с 1950 по 1998 год находился в составе Катовицкого воеводства.
1 января 1999 года город вошёл в Силезское воеводство.

## Образование

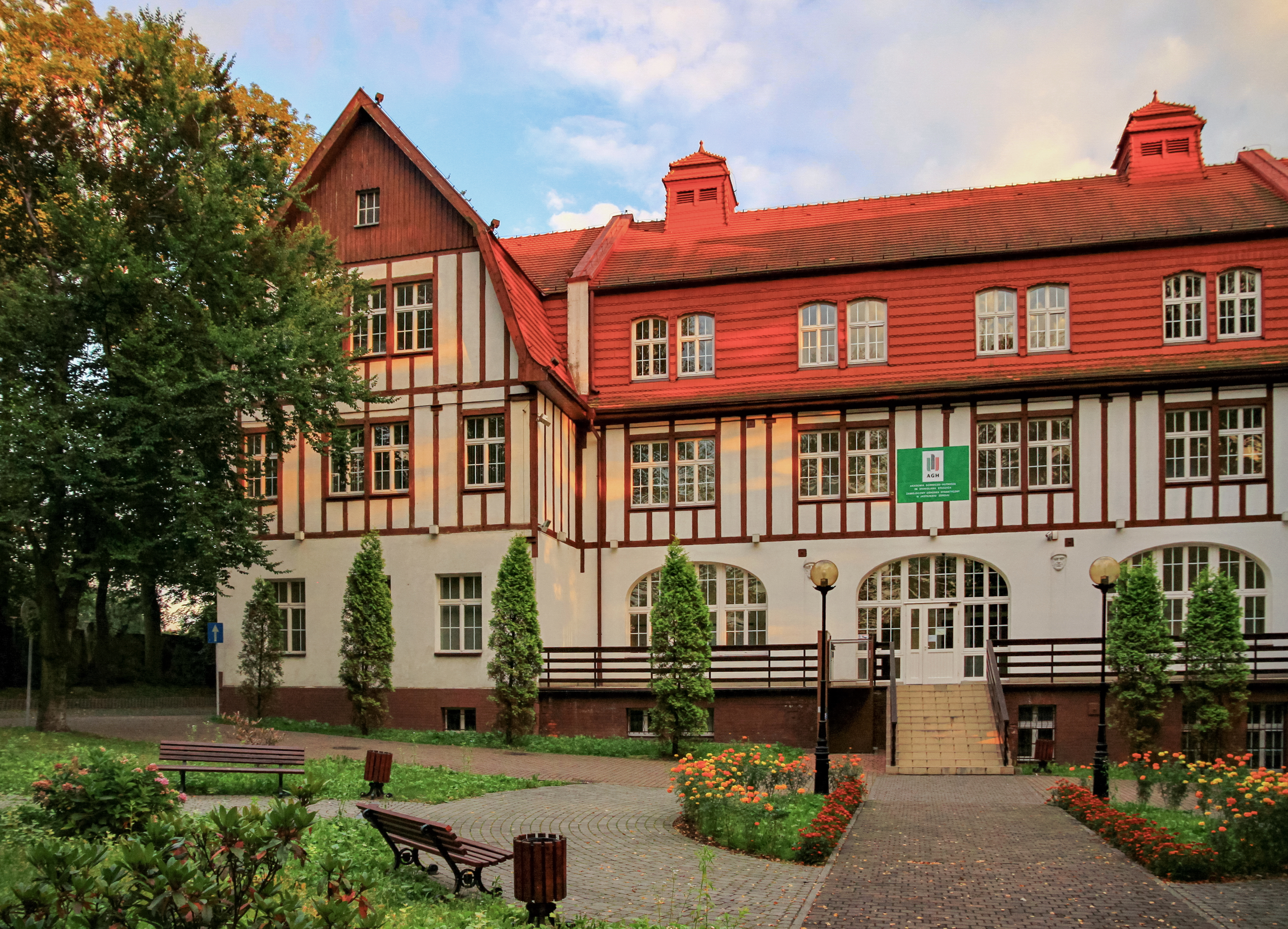
Филиал Горно-металлургической академии в Ястшембе-Здруе

История образования на территории Ястшембе-Здруй отсчитывается с XVII века, когда появилась первая школа в Бзе. Образовательные услуги в настоящее время предоставляют государственные и частные учебные заведения. Государственные учреждения — 22 детских сада, 18 начальных школ, 16 средних школ, государственная музыкальная школа I и II ступеней, Центр бизнес-науки «Жак» (пол. Żak) и Центр практической подготовки. Негосударственными являются 10 учебных заведений, языковые школы, частная музыкальная школа и ряд негосударственных детских садов и яслей.
С 1992 по 2015 годы в Ястшембе-Здруй действовал Колледж преподавателей иностранных языков (пол. Nauczycielskie Kolegium Języków Obcych). В 1998 году в городе начал свою деятельность филиал Силезского университета в Катовице: первоначально он размещался в трёх здания, главный корпус был в санатории «Спулка Брацкая»; после модернизации в здании появились две полностью оборудованных аудитории, четыре учебных класса и два музыкальных класса, компьютерная лаборатория, лаборатория физики и электротехники, а также административные и офисные помещения. В 1998/1999 учебном году учёба началась на факультетах математики, физики и химии, педагогическо-художественном факультете и факультете менеджмента. В 2007 году филиал Силезского университета был закрыт.
В 2006 году был открыт филиал Горно-металлургической академии Кракова в бывшем корпусе Силезского университета. В филиале велось обучение на кафедрах горного дела, геоинженерии, физики и прикладной информатики. Однако в 2016 году он был закрыт. В 2006—2009 годах в городе также действовал филиал Катовицкой академии физического воспитания, закрытый из-за нехватки студентов. С 2018 года образовательные услуги в Ястшембе-Здруй предоставляет Познанский университет безопасности, в филиале которого в городе обучаются по специальностям «психология» и «экологическая безопасность». В бакалавриате представлены многие специальности (очная и заочная формы обучения), также есть широкий выбор программ аспирантуры.

## Города-побратимы
Ястшембе-Здруй установил партнёрские отношения со следующими городами.
| Город      | Страна   | Дата соглашения |
| ---------- | -------- | --------------- |
| Гавиржов   | Чехия    | 1 марта 1995    |
| Карвина    | Чехия    | 6 марта 1995    |
| Туркуэн    | Франция  | 12 апреля 1997  |
| Иббенбюрен | Германия | 14 декабря 2007 |
| Прьевидза  | Словакия | 15 мая 2009     |
| Махмутлар  | Турция   | 15 апреля 2011  |

## Галерея

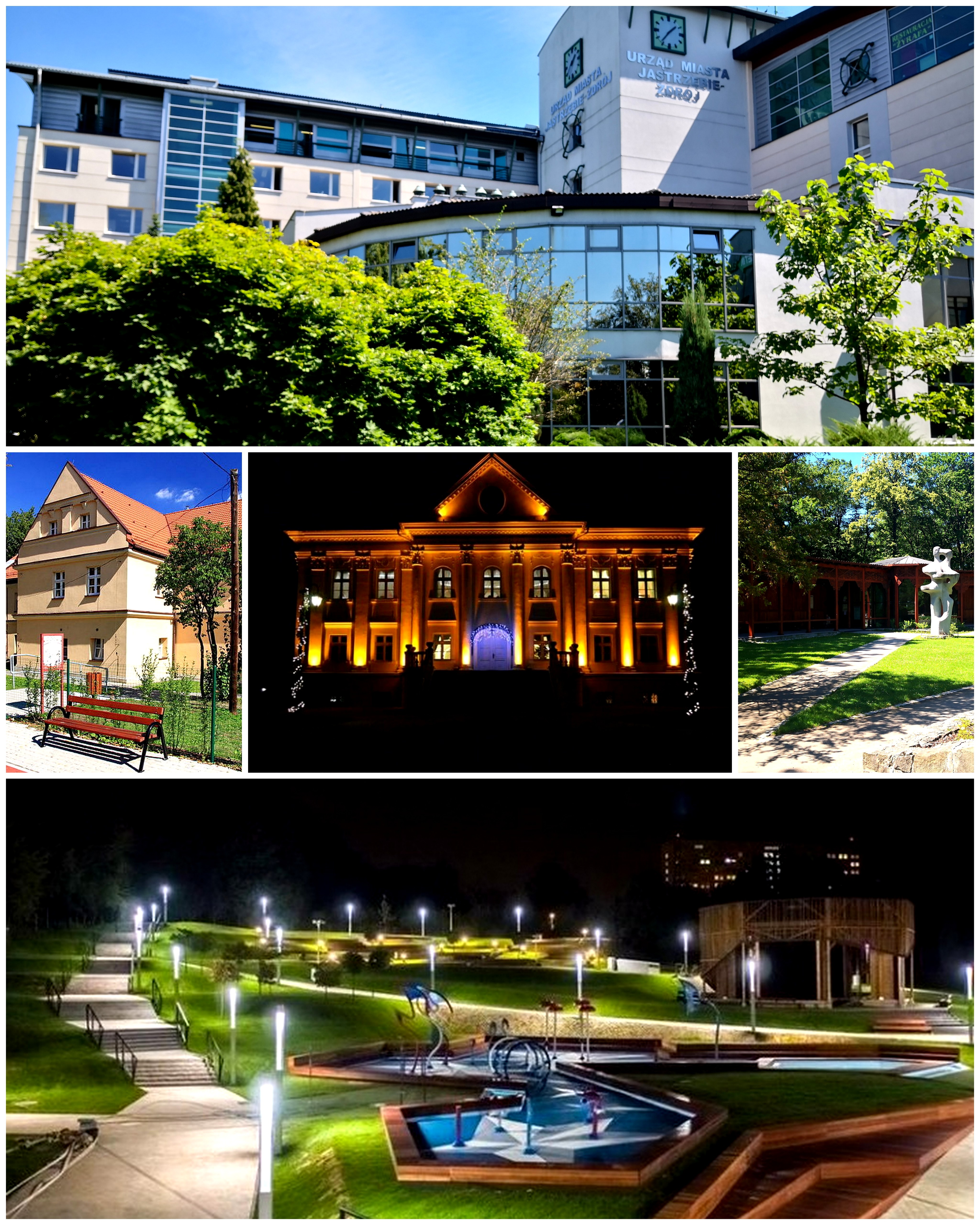
Коллаж
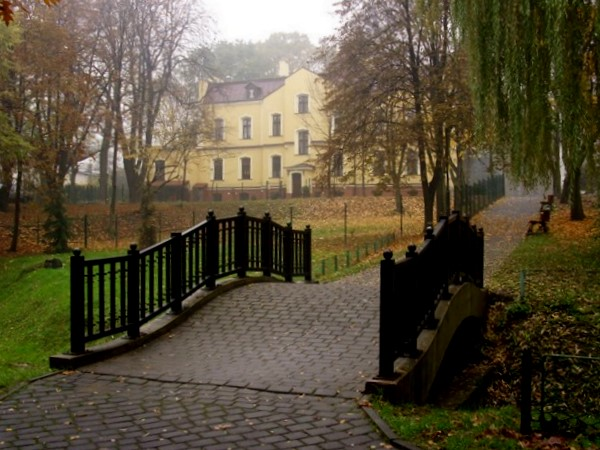
Парк Домбрувка